# Єдрино
Є́дрино (болг. Едрино) — село в Кирджалійській області Болгарії. Входить до складу общини Крумовград.

## Населення
За даними перепису населення 2011 року у селі проживали 278 осіб.
Національний склад населення села:
| Національність   | Кількість осіб | Відсоток |
| ---------------- | -------------- | -------- |
| турки            | 78             | 75,7%    |
| болгари          | 24             | 23,3%    |
| цигани           | 0              | 0%       |
| Всього відповіли | 103            |          |

Розподіл населення за віком у 2011 році:
Динаміка населення: